# Aelia Capitolina

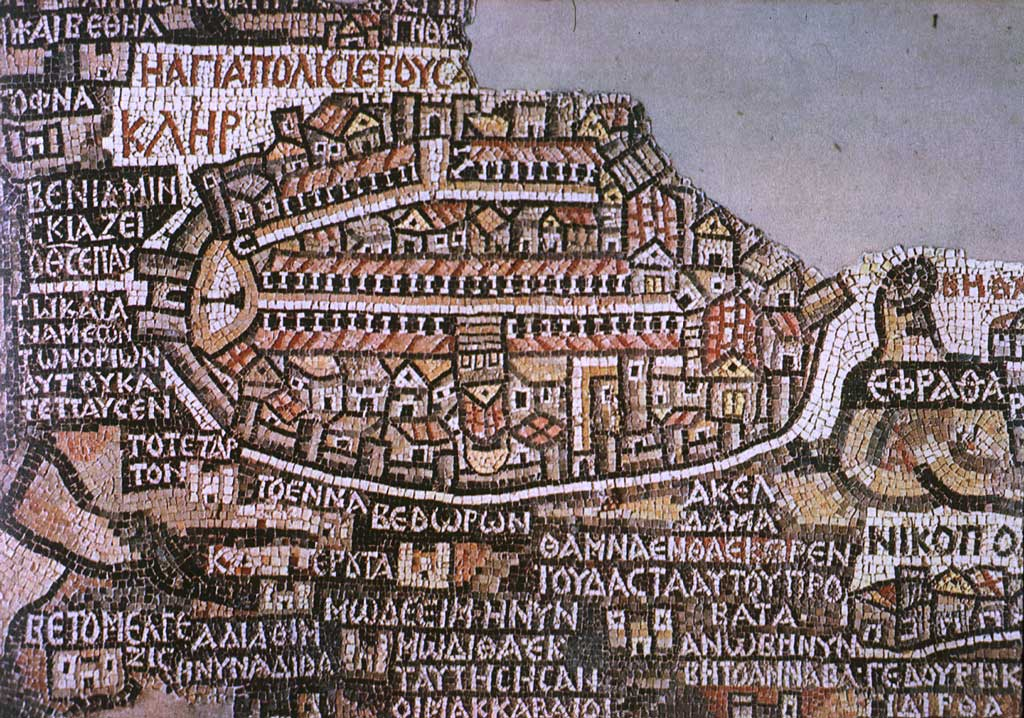
Aelia Capitolina auf der Mosaikkarte von Madaba

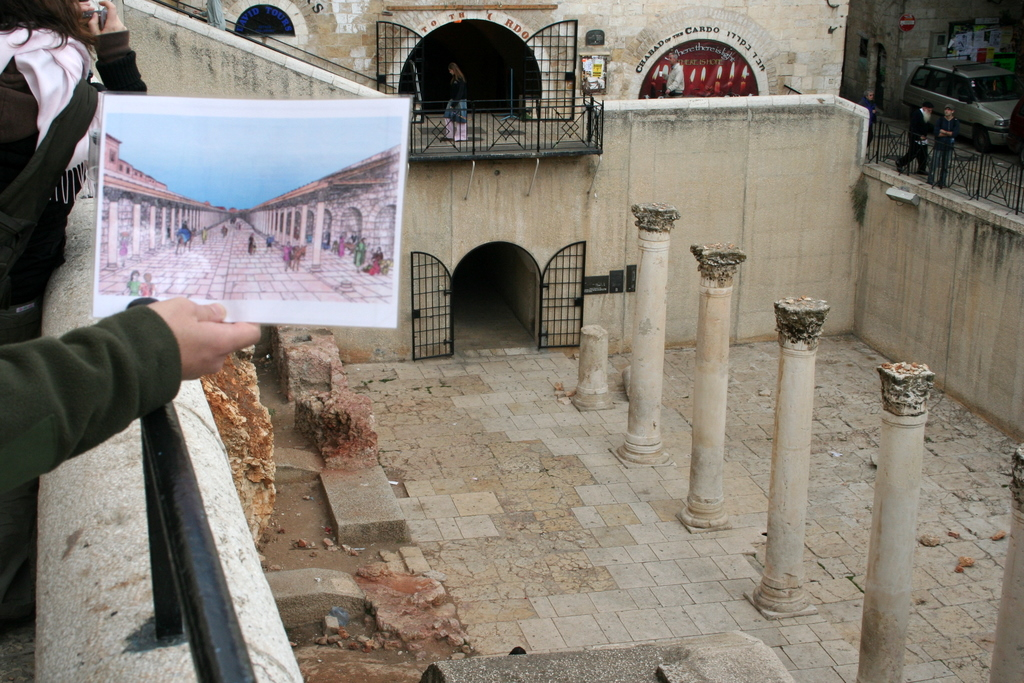
Reste des Cardo Maximus in Aelia Capitolina

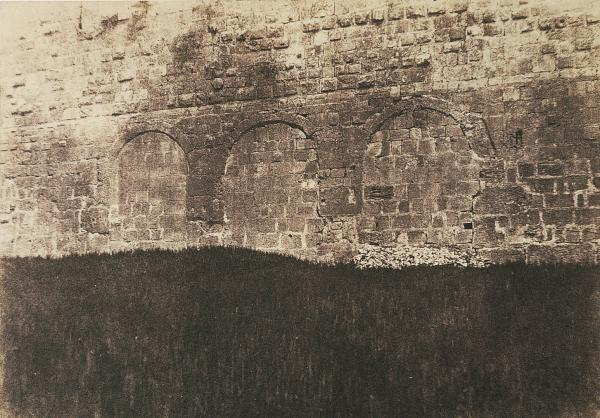
Huldah-Tore

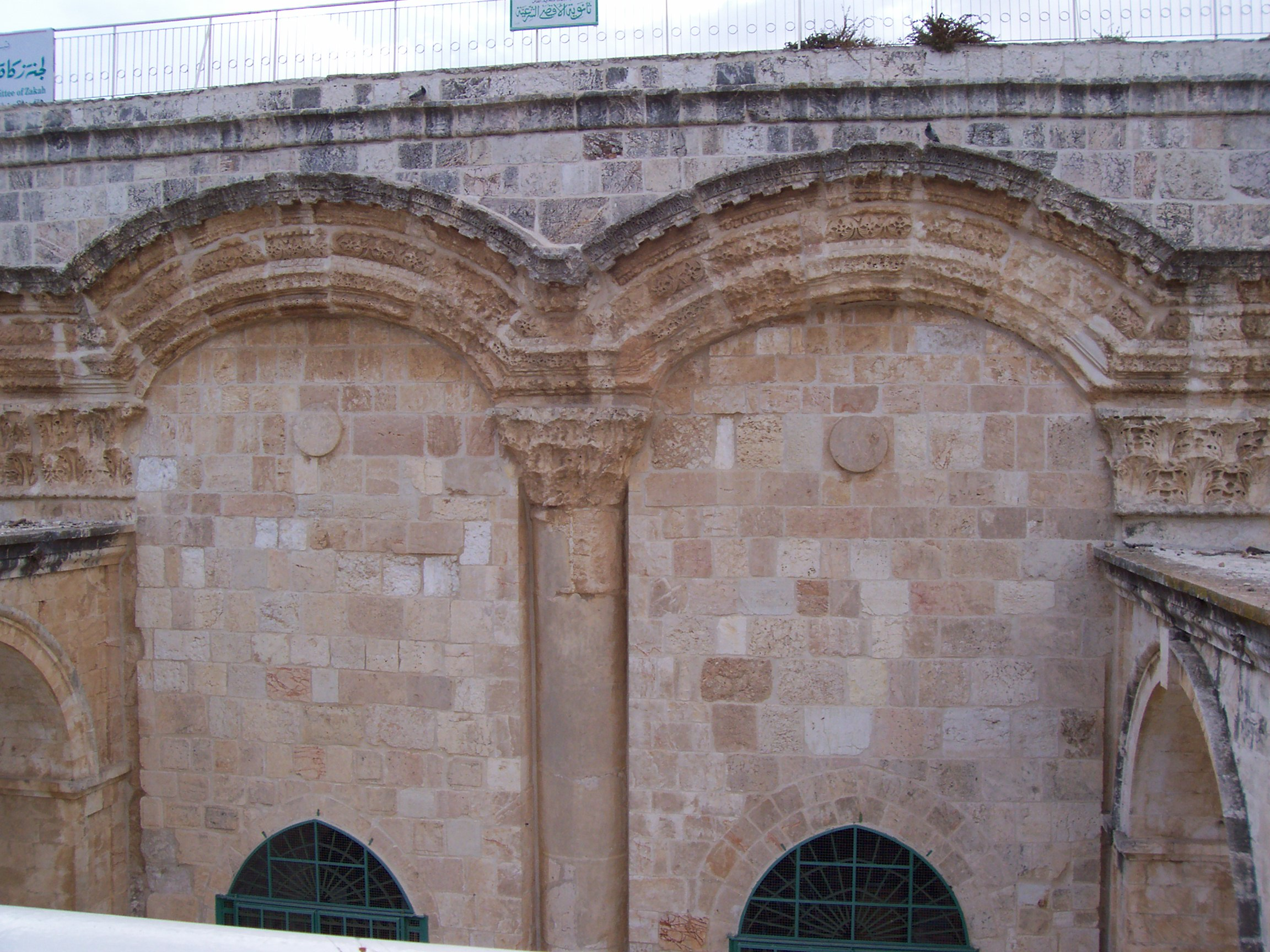
Goldenes Tor

Aelia Capitolina, vollständig colonia Aelia Capitolina (auch Helya Capitolina, altgriechisch Αἰλία Καπιτωλιάς Ailía Kapitōliás), war eine römische Kolonie an dem Ort der 70 n. Chr. durch Titus zerstörten Stadt Jerusalem. Die Kolonie wurde – wahrscheinlich 135 n. Chr. nach dem Bar-Kochba-Aufstand – unter dem römischen Kaiser Hadrian gegründet, der die Stätte 130 n. Chr. besucht hatte.

## Name
Der Name Aelia Capitolina leitet sich zum einen von Hadrians Gentilnamen Aelius ab, bezieht sich aber zum anderen auf Iuppiter Optimus Maximus, den obersten Gott des römischen Pantheons, dem auf dem Tempelberg ein in Kolonien häufig geweihter, Capitolium genannter Tempel errichtet wurde.
Der römische Name bestand offiziell bis zum Jahr 324, als unter Kaiser Konstantin dem Großen das Christentum aufgewertet und der Bestandteil Capitolina aus dem offiziellen Stadtnamen entfernt wurde. Aelia blieb neben der nun wieder einsetzenden Nutzung von Jerusalem und Hierosolyma als Name in Gebrauch und lebte nach der arabischen Eroberung der Stadt im Jahr 638 in der Form Iliya (إيلياء) fort.

## Geschichte

### Zerstörung 70 n.Chr.
Jerusalem war am Ende des Jüdischen Kriegs im Jahre 70 n. Chr. vollständig zerstört: Flavius Josephus schreibt in seiner Geschichte des jüdischen Krieges, dass Jerusalem … von den Arbeitern so gründlich geschleift [wurde], dass kein Fremder mehr sich hätte an Ort und Stelle überzeugen können, ob irgend je hier Menschen gewohnt haben.

### Wiederaufbau 117 n.Chr.
Laut Eusebius von Caesarea erfolgte die Namensänderung erst nach der Unterdrückung des zweiten jüdischen Aufstands im Jahr 135. Ein Datum für den Bau der beiden römischen Hauptverkehrsachsen (Cardo und Decumanus) wurde anhand der Funde ermittelt, die direkt unter den Pflastersteinen entdeckt wurden. Auf der Grundlage dieser Funde schlagen Archäologen nun vor, dass die römische Stadt in den ersten Jahren von Kaiser Hadrians Regierungszeit, etwa ein Jahrzehnt vor seinem Besuch im Osten im Jahre 130, geplant und ihre Hauptverkehrsstraßen gepflastert wurden, also im Jahre 117. Dafür entließ er den wegen seiner Brutalität bekannten Statthalter von Judäa, Lusius Quietus, und ließ ihn mit drei weiteren Konsularen, die enge Vertraute Trajans gewesen waren, des Verrats anklagen und 118 hinrichten. Unter Hadrian entstand in Aelia Capitolina die säulenumstandene Ost-West-Achse (Decumanus), die vermutlich zum Forum mit dem wieder aufgebauten Jahwe-Tempel führte. Heute endet die Ost-West-Achse als Sackgasse an der heutigen Klagemauer. Wieder erbaut wurden auch das Goldene Tor, die Hulda-Tore sowie das Damaskustor.   Bar Kochba Münzen sollen beweisen, dass die wieder aufgebaute Stadt bereits vor und während des Bar-Kochba-Aufstands existierte.

### Namensänderung 135 n.Chr.
Nachdem Hadrian den Nahen Osten verlassen hatte, wurde Quintus Tineius Rufus zum Statthalter von Judäa, und es brach der Bar-Kochba-Aufstand aus. Nach dem Bar-Kochba-Aufstand im Jahre 135 änderte Hadrian den Namen der Provinz Judäa zur Provinz Syria Palaestina und den Namen der Stadt in Aelia Capitolina. Aus dem jüdischen Tempelberg wurde ein römisches Kapitol, wo der Tempel für Jupiter Capitolinus, erbaut wurde, wo sich laut Eusebius von Caesarea auch ein Tempel der Aphrodite befand. Zudem erhob sich eines der Siegestore, die zu Ehren Hadrians errichtet wurden und dessen erhaltener Mittelbogen in christlicher Zeit in Ecce-Homo-Bogen umbenannt wurde, an der Nord-West-Ecke des Tempelbergs über der Via Dolorosa.
Nach christlicher Überlieferung verbot Hadrian nach dem Bar-Kochba-Aufstand Juden unter Androhung der Todesstrafe den Zutritt zur Stadt. Sie durften angeblich nur am Tischa beAv, also am neunten Tag des Monats Av, die Stadt aufsuchen, ein jüdischer Fast- und Trauertag, an welchem der Zerstörung des Jerusalemer Tempels gedacht wird. In der nichtchristlichen Überlieferung findet sich dieses Verbot jedoch nicht und spätestens seit severischer Zeit scheint es wieder eine kleine jüdische Gemeinde in der Stadt gegeben zu haben. Hingegen gab es nach dem Aufstand keine judenchristliche Gemeinde in der Stadt, während eine heidenchristliche Gemeinde Bestand hatte. Eusebius von Caesarea berichtet nicht nur von der angeblichen Vertreibung der Juden aus der Stadt, sondern überliefert auch eine lückenlose zunächst judenchristliche, später heidenchristliche Bischofsliste für Jerusalem, die allerdings als Konstrukt unter den Bischöfen Narcissus oder Alexander erstellt wurde, die damit ihre Autorität im Osterfeststreit sichern wollten.
Vermutlich im Zuge der Verlegung der legio X Fretensis während der Regentschaft von Diokletian aus Aelia nach Aila am Roten Meer erhielt Aelia wieder einen Mauerring als Stadtmauer. Im Zuge der Ergebnisse des Konzils von Nikaia im Jahr 325 und der Politik von Kaiser Konstantin wurde die Stadt zu einem christlichen Erinnerungsort. Auf Initiative des Kaisers und unter der Aufsicht des Bischofs Makarios und der Kaiserinmutter Helena wurde die Grabeskirche errichtet. Diese Bautätigkeit fügte sich in eine Reihe ähnlicher Vorhaben, etwa den Bau der Geburtskirche in Bethlehem zum Gedenken an die Menschwerdung Jesu. Weitere Bauten folgten auf das Erste Konzil von Konstantinopel im Jahr 381, als die Hagia Sion zur Erinnerung an die Herabkunft des Heiligen Geistes errichtet wurde. Im Jahr 387 wurde mit der Himmelfahrtskirche ein oktogonaler Kirchenbau zum Gedenken an die Himmelfahrt Christi am Ölberg errichtet. Noch vor 391 folgte die Gethsemane-Kirche am Fuß des Ölbergs, deren Fundamente sich unter der modernen Kirche aller Nationen befinden. Nach der Reichsteilung von 395 wurde die Stadt Teil des Byzantinischen Reichs. Während des Konzils von Chalkedon im Jahr 451 wurde Jerusalem zum Patriarchat erhoben. Dennoch hielt die monastische Bewegung der Stadt zunächst zu den Gegnern der Beschlüsse von Chalkedon. Die folgende Zeit war durch Wirren geprägt, die auch die erstmalige Erwähnung des Mariengrabes, die Errichtung von Kirchen an der Stelle des Hauses des Kajaphas und des Prätoriums des Pontius Pilatus, die Hagia Sophia, mit sich brachten. Kaiserin Eudokia ließ die Stadtmauer nach Süden erweitern. Unter Justinian I. wurde 543 die riesige Nea-Kirche errichtet, der Theotokos („Gottgebärenden“) gewidmet, die unter anderem dazu dienen sollte, die zunehmenden Pilgerströme zu bewältigen. Zur Kirche gehörten ausgedehnte Hospizanlagen. 614 wurde die Stadt vom persischen Sassanidenreich erobert, die Zerstörungen wurden aber nach der byzantinischen Wiedereroberung 628 schnell wieder beseitigt. 638 ging Jerusalem aber endgültig an die Heere der expandierenden islamischen Herrscher verloren. Die Kirchen blieben unangetastet und in Anknüpfung an die ältere jüdische Tempeltradition wurde die al-Aqsa-Moschee 638 – zunächst als Holzbau – unter ʿUmar ibn al-Chattāb errichtet. 692 wurde sie unter Abd al-Malik durch einen Steinbau ersetzt und um den Felsendom ergänzt.

## Stadttopografie
Der Stadtgrundriss von Aelia Capitolina war der einer typischen römischen Stadt. Eine der Hauptverkehrsstraßen war der Jerusalemer Cardo. Diese säulengeschmückte Nord-Süd-Achse wird auf der Mosaikkarte von Madaba gezeigt und begann am nördlichen Tor, dem heutigen Damaskustor. Sie durchquerte die Stadt in einer geraden Linie von Norden nach Süden, flankiert vom Forum und Tempel der Venus (heute mit der Grabeskirche überbaut), und führte zur Nea-Kirche. Die andere Hauptverkehrsstraße war die säulenumstandene Ost-West-Achse (Decumanus), die zur heutigen Klagemauer führt, wo der frühere Jahwe-Tempel vermutet wird. Römische Bauwerke sind der Ecce-Homo-Bogen, das Goldene Tor, die Hulda-Tore sowie das Damaskustor.

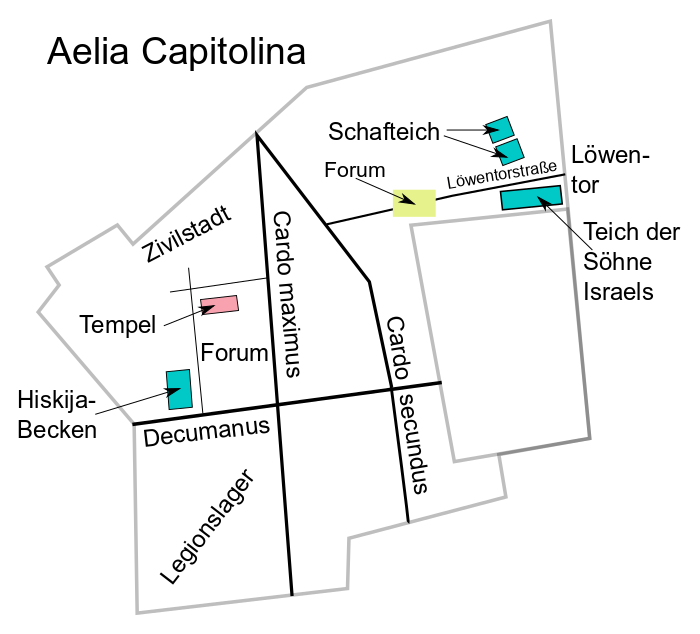
Decumanus und Cardo
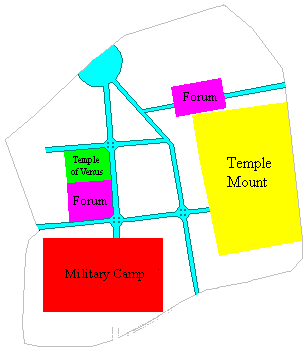
Stadtgrundriss
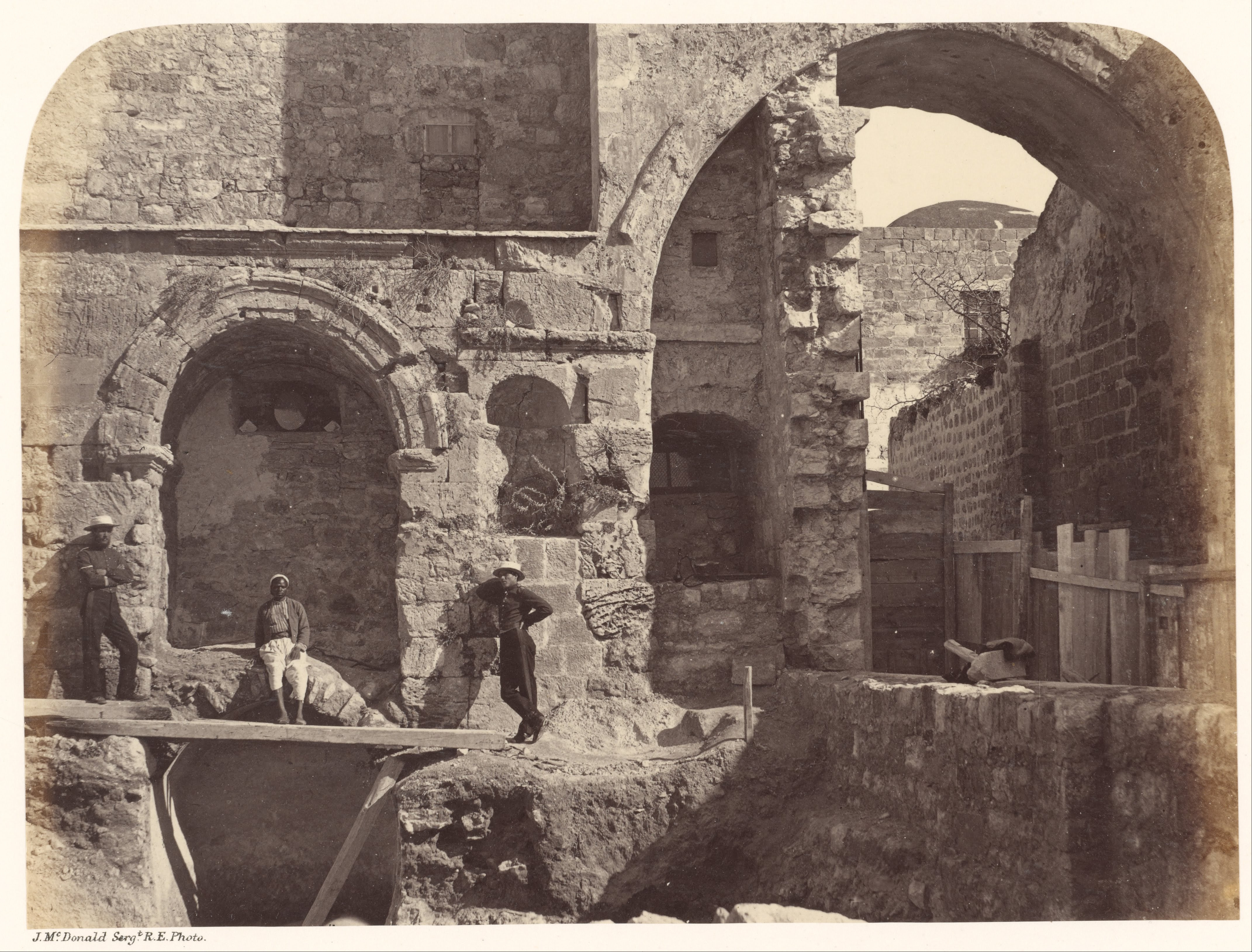
Ecce-Homo-Bogen
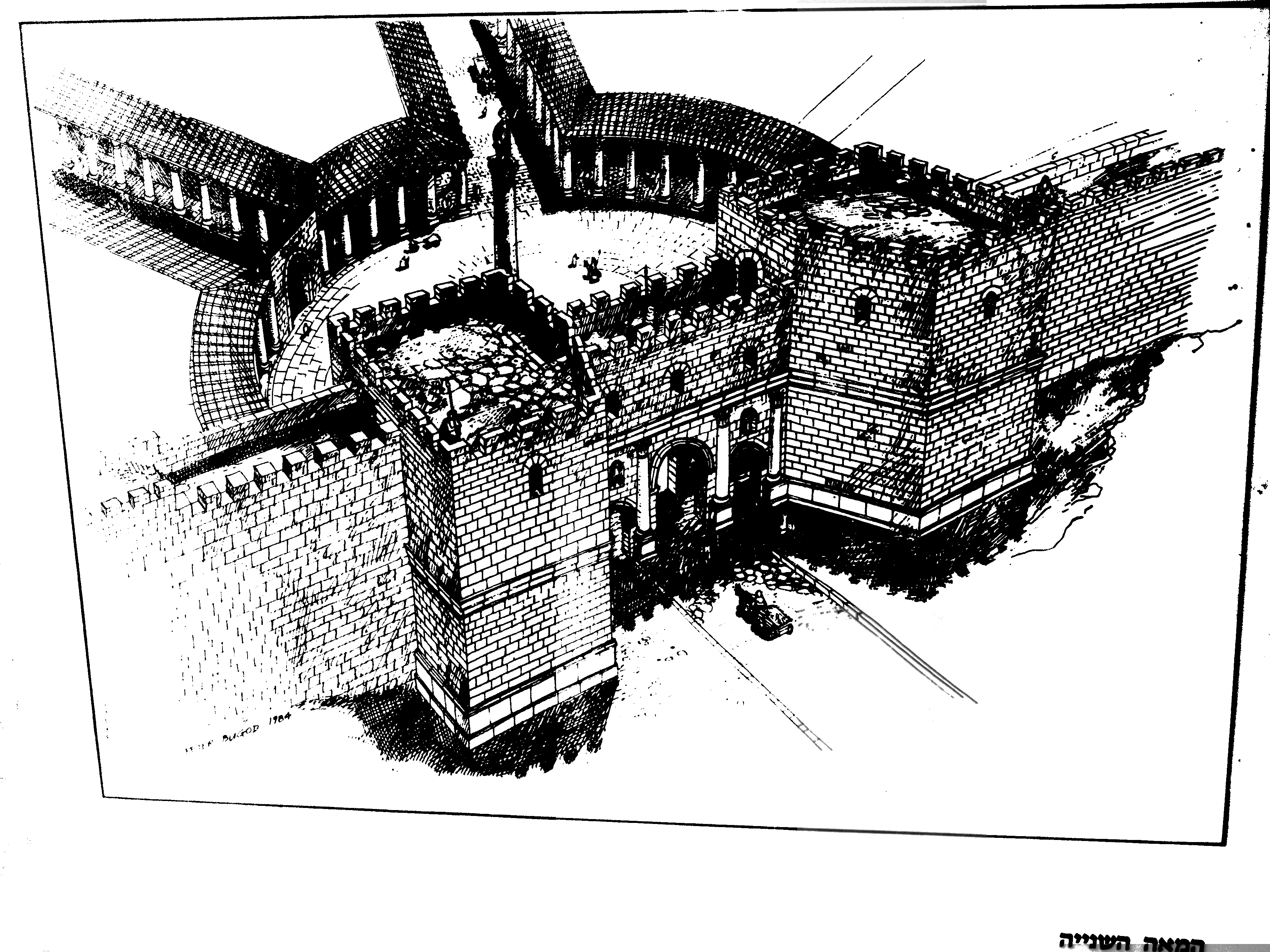
Damaskustor.